# Айну таймудзу
«Айну таймудзу» (айн. アイヌタイムズ, англ. Ainu Times) — единственный журнал на айнском языке, выпускаемый в городе Биратори. Первый номер журнала вышел 20 марта 1997 года под эгидой Пен-клуба языка айнов. Статьи написаны модифицированной катаканой, а также вариантом латинского алфавита. Только короткие комментарии написаны на японском. Журнал создан для того, чтобы приспособить айнский язык к современной жизни народа айнов. По состоянию на 2006 год редактором был Такаси Хамада. Выходит четыре раза в год.